# 감마선 천문학

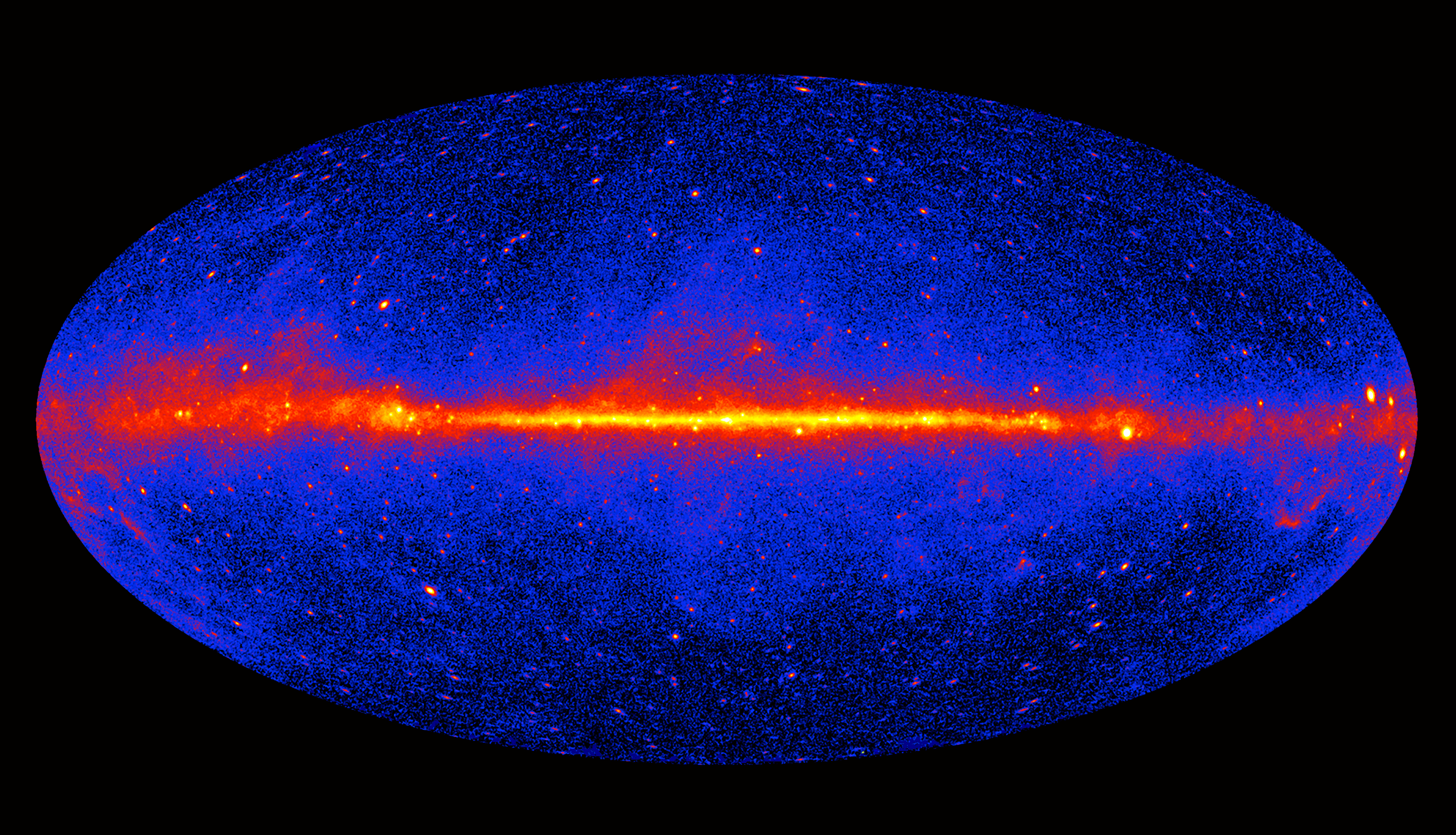
페르미 감마선 우주망원경이 2009년에서 2012년까지 3년에 걸쳐 촬영한 전천의 감마선 사진.

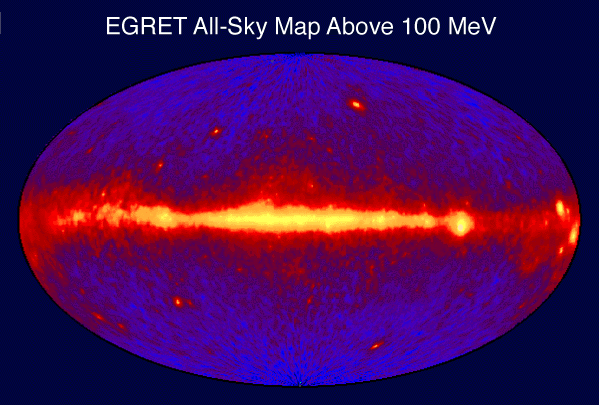
콤프턴 감마선 천문대가 100 MeV의 감마선 대역으로 전 우주를 관측한 사진.

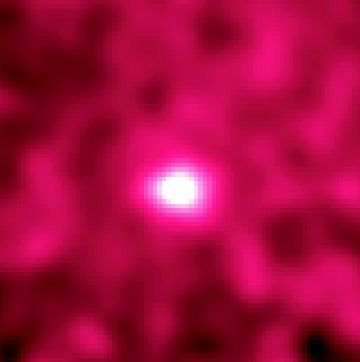
달을 20 MeV 이상의 감마선 대역에서 관측한 사진. 우주선이 표면으로 떨어지는 것을 반영한다.

감마선 천문학(영어: gamma-ray astronomy)은 우주 공간에 존재하는 천체 등으로부터 방출되는 감마선 형태의 우주 전자기 복사를 관측하고 연구하는 관측천문학의 하위 분야이다. 감마선은 가장 높은 에너지(100 keV 이상)와 가장 짧은 파장을 지닌 광자이다. 100 keV 이하의 전자기파는 X선으로 분류되며, 이는 X선 천문학의 연구 대상이 된다.
태양 플레어 및 지구 대기에서 발생하는 감마선은 대부분 MeV 범위에 속하지만, 최근 연구에 따르면 태양 플레어가 GeV 범위의 감마선도 생성할 수 있음이 밝혀져 기존의 통념을 뒤엎었다. 관측된 감마선 복사의 많은 부분은 우리 은하 내 수소 가스와 우주선 사이의 충돌에서 기인한다. 이 감마선은 전자-양전자 쌍소멸, 역콤프턴 효과, 그리고 일부 경우에는 감마 붕괴와 같은 다양한 메커니즘을 통해 발생하며, 극단적인 온도, 밀도, 자기장이 존재하는 영역에서 발생하여 중성 파이온 붕괴와 같은 격렬한 천체물리학적 과정을 보여주기도 한다. 이를 통해 초신성, 극초신성, 펄사 및 블레이자와 같은 극한 환경에서의 물질 거동에 대한 통찰을 제공한다.
현재까지 블랙홀, 별의 코로나, 중성자별, 백색왜성, 초신성 잔해, 은하단 등 다양한 고에너지 시스템이 감마선 방출원으로 확인되었으며, 대표적인 예로 게성운과 벨라 펄사(현재까지 가장 강력한 감마선 방출원)가 있다. 또한, 은하수 평면을 따라 전반적으로 확산된 감마선 배경 복사도 발견되었다. 최고 에너지의 우주 복사는 대기 중에서 전자-광자 연쇄 반응을 일으키며, 낮은 에너지의 감마선은 대기권 상부에서만 관측할 수 있다. 감마선 폭발은 수 마이크로초에서 수백 초에 이르는 시간 동안 발생하는 일시적인 현상으로, GRB 190114C와 같은 사례는 고에너지 천체물리학적 과정에 대한 이해에 도전장을 내민다.
감마선은 매우 높은 에너지를 지니고 있으며 지구 대기에 의해 대부분 차단되기 때문에, 감마선을 관측하기 위해서는 고고도 기구나 인공위성 기반의 탐지 장치가 필요하다. 1950년대와 1960년대 초기에 이루어진 초기의 실험적 관측에서는 감마선의 대기 흡수를 줄이기 위해 기구를 이용하여 장비를 고도 높은 상공까지 운반하였다. 이후, 최초의 감마선 관측 위성인 SAS 2(1972년)와 COS-B(1975년)가 발사되었다. 이들 위성은 원래 비밀 핵 실험을 탐지하기 위한 군사 목적의 장비였으나, 결과적으로 우주 깊은 곳에서 유래하는 감마선 폭발 현상(Gamma-ray burst)을 발견하는 데 기여하였다.
1970년대 위성 관측소들은 여러 감마선원을 발견하였으며, 그중 특히 강력한 감마선원을 방출하는 거밍가(Geminga)는 이후 근처에 위치한 펄서로 밝혀졌다. 1991년에 발사된 콤프턴 감마선 천문대는 우주에서 수많은 감마선원을 밝혀내는 데 기여하였다. 현대 감마선 천문학에서는 지상 관측소와 우주 망원경이 모두 중요한 역할을 수행하고 있다. 지상 기반 관측소로는 VERITAS 배열이 있으며, 우주 기반 관측소로는 2008년에 발사된 페르미 감마선 우주망원경이 대표적이다. 감마선 천문학은 고에너지 천문학의 극한 환경, 예를 들어 활동은하핵 주변의 블랙홀 등, 극단적인 우주 환경을 탐사하기 위한 고도로 융합적인 분야로, 물리학자, 천체물리학자, 공학자들의 협업이 필수적이다. 이러한 협력의 대표적인 예로는 고에너지 스테레오스코픽 시스템(H.E.S.S.) 프로젝트가 있으며, 이는 지상에서 감마선을 정밀하게 관측할 수 있도록 설계된 체렌코프 망원경 배열이다.
감마선을 연구하는 것은 블레이자와 같은 고에너지 천체 및 극한의 천체물리학적 환경에 대한 귀중한 통찰을 제공한다. H.E.S.S. 관측소에서 수행된 연구는 이러한 감마선원의 특성과 그들이 우주론에 미치는 영향을 분석하는 데 기여하고 있으며, 지속적으로 기존의 일부 이론과 모델을 수정할 필요성을 제기하기도 한다. 특히 GeV급 감마선은 태양계 외부, 특히 외부은하천문학 영역에서 중요한 관측 수단으로 간주된다.
감마선 천문학의 향후 발전은 중력파 및 중성미자 관측소와의 통합을 통해 진행될 예정이다. 이러한 다중 신호 천문학은 중성자별의 융합과 같은 우주적 사건에 대한 이해를 크게 확장시킬 것으로 기대된다. 이와 더불어 기술적 진보 역시 감마선 천문학의 발전을 뒷받침하고 있다. 구체적으로는 고성능 거울 설계, 카메라 기술 향상, 정밀한 트리거 시스템, 고속 판독 전자장치, 실리콘 광전자증배기(SiPM)와 같은 고성능 광자 검출기, 그리고 시각 정보 태깅(time-tagging) 및 사건 재구성(event reconstruction)과 같은 정교한 데이터 처리 알고리즘이 발전되고 있다. 또한, 기계 학습 알고리즘과 빅데이터 분석 기법은 방대한 천문 데이터셋에서 의미 있는 정보를 추출하여 새로운 감마선원의 발견, 특정 감마선 신호의 식별, 감마선 방출 메커니즘에 대한 모델 향상 등 다양한 분야에 기여할 것으로 기대된다. 향후 계획된 감마선 관측소로는 대기층이 없고 장기 안정성이 높은 환경을 활용할 수 있는 달 기반 감마선 관측소가 있으며, 기존에 관측할 수 없었던 감마선 영역을 탐사할 수 있을 것으로 기대된다. 지상 기반 차세대 감마선 관측소인 체렌코프 망원경 배열(Cherenkov Telescope Array, CTA)은 이러한 기술적 혁신을 대거 통합하여 2025년까지 완전한 운영을 목표로 하고 있으며, 기존 관측 장비보다 10배 더 민감한 탐지 능력을 보유할 예정이다.

## 초기
우주에서 방출되는 감마선을 실험적으로 검출하기 훨씬 전부터, 과학자들은 우주에서 감마선이 날아오고 있을 것이라는 사실을 알고 있었다. 유진 핀버그(Eugene Feenberg)와 헨리 프리마코프(Henry Primakoff)의 1948년 연구, 하야카와 사치오(Sachio Hayakawa)와 I.B. 허치슨(I.B. Hutchinson)의 1952년 연구, 그리고 특히 필립 모리슨(Philip Morrison)이 1958년에 발표한 연구는 우주에서 일어나는 다양한 과정들이 감마선 방출을 수반할 것이라는 결론에 도달했다. 이러한 과정에는 우주선이 성간 가스와 상호작용하는 현상, 초신성 폭발, 고에너지 전자가 자기장과 상호작용하는 현상 등이 포함된다. 그러나 실제로 이러한 방출을 검출할 수 있게 된 것은 1960년대에 들어서였다.
우주에서 오는 대부분의 감마선은 지구의 대기에 의해 흡수되기 때문에, 감마선 천문학은 대기의 대부분 혹은 전부를 벗어난 고도에서 탐지기를 띄울 수 있게 되기 전까지는 발전할 수 없었다. 1961년 익스플로러 11호에 실려 궤도에 진입한 최초의 감마선 망원경은 100개도 채 되지 않는 우주 감마선 광자를 검출했다. 이 감마선들은 우주의 모든 방향에서 오는 것으로 나타났으며, 이는 일종의 균일한 “감마선 배경 복사”가 존재함을 암시한다. 이러한 배경은 우주선(우주 공간의 매우 에너지가 높은 입자)과 성간 기체 간의 상호작용에서 기인할 것으로 예상되었다.
특정 천문 현상이 발생하는 감마선으로는 태양 플레어의 것이 처음으로 관측되었다. 이들은 모리슨이 예측한 강한 2.223 MeV 선(line)을 보여주었다. 이 선은 중성자와 양성자가 결합하여 중수소를 형성할 때 발생한다. 태양 플레어에서의 중성자는, 플레어 과정에서 가속된 고에너지 이온의 상호작용에 의해 생성된 이차 생성물로 간주된다. 이러한 초기 감마선 선(線) 관측은 OSO 3, OSO 7, 그리고 1980년에 발사된 솔라 맥시멈 미션에서 이루어졌다. 이 태양 감마선 관측은 루벤 라마티(Reuven Ramaty) 등의 이론 연구에 영감을 주었다.
우리 은하에서 복사된 감마선은 1967년 OSO 3 위성에 탑재된 탐지기에 의해 처음 유의수준으로 검출되었다. 이 장치는 우주 감마선으로 추정되는 621개의 이벤트를 포착하였다. 이후 감마선 천문학 분야는 SAS-2 위성(1972년)과 Cos-B 위성(1975–1982)의 발사로 비약적인 발전을 이룩하였다. 이 두 위성은 ‘고에너지 우주’에 대한 통찰을 제공하였다. 이들은 초기 감마선 배경의 존재를 재확인했을 뿐만 아니라, 감마선 파장에서의 최초의 정밀한 전천(全天) 지도를 제공하고, 다수의 점광원도 검출하였다. 그러나 장비의 해상도가 낮아 대부분의 점광원을 가시광의 별이나 별계(星系)와 구체적으로 연관짓기에는 부족했다.
감마선 천문학 분야의 중요한 발견은 1960년대 말에서 1970년대 초 사이 군사 목적의 방위 위성 군집에서 나왔다. 핵폭발에서 발생하는 감마선 섬광을 탐지하기 위해 설계된 벨라 위성 시리즈의 탐지기들은, 지구 주변이 아닌 심우주에서 발생하는 감마선 폭발을 기록하기 시작했다. 이후의 탐지기들은 이 감마선 폭발들이 1초 미만에서 수 분간 지속되며, 갑작스럽게 예상치 못한 방향에서 나타났다가 깜빡이며 사라지고, 짧은 시간 동안 감마선 하늘을 지배한다는 사실을 밝혀냈다. 이 수수께끼 같은 고에너지 섬광은 1980년대 중반 이후 소련의 베네라 탐사선이나 파이어니어 금성 궤도선 등을 포함한 다양한 위성과 우주 탐사선을 통해 연구되었다. 이들의 근원은 여전히 미스터리로 남아 있으며, 현재로서는 그 중 일부가 ‘하이퍼노바’로 불리는 폭발—즉 중성자별이 아닌 블랙홀을 형성하는 초신성 폭발—에서 기인했을 것이라는 이론이 유력하다.
핵 감마선은 1972년 8월 4일 및 7일, 그리고 1977년 11월 22일의 태양 플레어에서 관측되었다. 태양 플레어는 태양 대기에서 일어나는 폭발로, 원래는 가시광으로 태양에서 직접 관측되었다. 태양 플레어는 전자기 스펙트럼 전체에 걸쳐 방대한 양의 방사선을 생성하는데, 여기에는 가장 긴 파장의 전파부터 고에너지 감마선까지 포함된다. 플레어 동안 가속된 고에너지 전자와 감마선 사이의 상관관계는 주로 고에너지 양성자와 무거운 이온들의 핵 반응으로 인해 발생한다. 이러한 감마선은 관측이 가능하며, 다른 파장의 방사선으로는 알 수 없는 에너지 방출의 주요 결과를 과학자들이 파악할 수 있게 한다.

## 관측 기술의 발전
감마선의 관측은 1960년대에 들어서야 처음 가능해졌다. 감마선을 방출하는 현상은 비교적 드물고, 심지어 “밝은” 감마선 원천조차 탐지되기까지 몇 분의 관측 시간이 필요할 정도로 희귀하며, 또한 감마선을 초점에 맞추는 것이 매우 어려워 해상도가 극히 낮기 때문에, 엑스선이나 가시광선보다 관측이 훨씬 더 까다롭기 때문이다. 2000년대 이후의 최신 세대 감마선 망원경은 GeV 범위에서 약 6분각(arc minutes)의 해상도를 보인다. 이는 게성운을 단 하나의 “픽셀”로 관측하는 수준이다. 반면, 다른 주파수 대역을 관측하는 찬드라 엑스선 천문대(1999년)는 저에너지 엑스선(1 keV) 범위에서 0.5초각(arc seconds)의 해상도를 보이며, 고에너지 엑스선(100 keV) 범위에서 고에너지 초점 망원경(High-Energy Focusing Telescope, 2005년)은 약 1.5분각의 해상도를 보여준다.
광자 에너지가 약 30 GeV를 넘는 매우 고에너지 감마선은 지구 대기를 뚫고 들어오기 때문에, 지상에서도 탐지할 수 있다. 이처럼 높은 에너지에서는 광자 플럭스(단위 시간당 감마선의 양)가 극히 낮으므로 거대한 유효 면적의 탐지기가 요구된다. 이러한 고에너지 광자는 대기 중의 기체 분자들과 상호작용하며 광범위한 이차 입자 샤워를 생성하므로, 이를 지상에서 직접 방사선 계수기로 탐지하거나 또는 초상대론적 입자들이 방출하는 체렌코프 광을 통해 광학적으로 관측할 수 있다. 현재 영상 대기 체렌코프 망원경(Imaging Atmospheric Cherenkov Telescope) 기법이 가장 높은 감도를 달성하고 있다.
TeV 범위의 감마선을 방출하는 게성운은 1989년 미국 애리조나주의 홉킨스산에 위치한 프레드 로런스 휘플 천문대(Fred Lawrence Whipple Observatory)에서 처음으로 탐지되었다. 실제로 H.E.S.S., VERITAS, MAGIC, CANGAROO III 등 최신 체렌코프 망원경 실험들은 게성운을 몇 분 안에 탐지할 수 있다. 외부 은하계 천체에서 관측된 가장 높은 에너지의 광자(최대 16 TeV)는 블레이자인 마르카리안 501(Markarian 501, Mrk 501)에서 방출된 것이다. 이 측정은 HEGRA의 공기 체렌코프 망원경을 통해 이루어졌다.
감마선 천문학은 여전히 낮은 에너지에서는 배경 노이즈에 의해, 그리고 높은 에너지에서는 탐지 가능한 광자 수 자체의 제약에 의해 제한을 받는다. 이 분야의 발전을 위해서는 더 넓은 면적의 탐지기와 더 우수한 배경 억제 기술이 필수적이다. 2012년에는 감마선을 다른 빛들처럼 굴절시켜서 초점에 모아 관측할 수 있을 가능성이 제시되었다. 초점화할 수 있는 가능성을 제시했다. 광자 에너지가 700 keV를 초과하면, 굴절률이 다시 증가하기 시작한다는 사실이 밝혀진 것이다.

## 같이 보기
- 초고에너지 우주선